# Šahovski turnir
Šahovski turnir je tekmovanje, ki poteka po standardnih šahovskih pravilih. Glede na število sodelujočih se uporabljajo različni turnirski razporeditveni sistemi in časovni nadzori. Potek turnirjev nadzorujejo šahovski sodniki.

## Zgodovina
Pred prvimi večjimi šahovskimi turnirji so se najmočnejši šahisti merili v šahovskih dvobojih. V 19. stoletju so bili pomembni prvi uradni šahovski dvoboji med (prvi je naveden zmagovalec): Bourdonnais - MacDonnell, 1834; Calvi - Kieseritzky, 1842; Buckle - Staunton, 1843; Cochrane - St.Amant, 1843; Cochrane - Staunton, 1843; St.Amant - Staunton, 1843; Staunton - St.Amant, 1843; Staunton - Horwitz, 1846; Kieseritzky - Horwitz, 1846; Lasa - Loewenthal, 1846; Staunton - Harrwitz, 1846; Harrwitz - Anderssen, (neodločeno) 1848;  Buckle - Kieseritsky, 1848; Harrwitz - Horwitz, 1849.
Prvi večji šahovski turnir je bil organiziran v Londonu leta 1851. Na turnirju London International so sodelovali najmočnejši šahisti tistega časa. Zmagal je Anderssen, sledili so mu: Wyvill, Williams, Staunton, Szen, Kennedy, Horwitz, Mucklow, ...

## 10 najmočnejših šahovskih turnirjev v zgodovini
Šahovski turnirji razporejeni po moči sodelujočih šahistov, slednji so navedeni zmagovalci:
1. Dunaj, 1882; Steinitz, Winawer (deljeno prvo mesto)
2. Linares, 1993; Kasparov
3. Neuhausen Candidates, Zürich, 1953; Smislov
4. Carlsbad, 1929; Aron Nimzowitsch
5. San Sebastian, 1911; Capablanca, (Vidmar, tretje mesto)
6. Corus, Wijk aan Zee, 2001 Kasparov
7. Linares, 1992 Kasparov
8. AVRO, Amsterdam, 1938; Keres
9. Nottingham, 1936; Capablanca, Botvinik (deljeno prvo mesto)
10. Linares, 1994; Karpov

## Šahovski turnirji v Sloveniji
V Sloveniji (takratni Jugoslaviji) je bil najmočnejši šahovski turnir (29. najmočnejši turnir v zgodovini) leta 1931 na Bledu, kjer je Aljehin dosegel najboljši turnirski rezultat v zgodovini, s 5,5 točke prednosti pred drugo uvrščenim Bogoljubovim.
- Ljubljana Open
- Portorož Open
- Vidmarjev memorial